# Gomphidia aberrans
Gomphidia aberrans är en trollsländeart som först beskrevs av Henri Schouteden 1934.  Gomphidia aberrans ingår i släktet Gomphidia och familjen flodtrollsländor. Inga underarter finns listade i Catalogue of Life.